# 尼康D300s
尼康D300s（Nikon D300s）是日本相機製造廠商尼康旗下一款12.3百萬像素的專業級DX格式數碼單鏡反光相機（DSLR）。尼康於2009年7月30日公佈新機上市訊息，是D300的局部功能更新機種，以取代其DX格式最頂級機種的位置。D300s是Nikon第三個能攝錄影片的數碼單鏡反光相機機種。

## 外部連結
- Nikon 300s （页面存档备份，存于）